# غوم (لاعب كرة قدم)
ويلينغتون بيريرا رودريغيس (بالبرتغالية: Gum‏) (4 يناير 1986 بساو باولو في البرازيل - )، المعروف باسم غوم، هو لاعب كرة قدم برازيلي في مركز الدفاع. لعب مع نادي إنترناسيونال ونادي بونتي بريتا ونادي فلومينينسي وماريليا أتلتيكو ‏ ونادي أوزفالدو كروز.

## روابط خارجية
- جمعة جينارو عوض على موقع قاعدة بيانات كرة القدم.إي يو (الإنجليزية)
- جمعة جينارو عوض على موقع Soccerway.com (الإنجليزية)